# Арчут (село)
Арчут (арм. Արջուտ) — село в Лорийской области Армении.

## География
Село Арчут находится в 12 км к северо-западу от центра марза — города Ванадзора. Расположено на южных склонах Базумского хребта, на реке Арчут, двумя километрами южнее впадающей в реку Памбак.

## История
До 1995 года село входило в состав Гугаркского района, являлось центром сельсовета.
После административной реформы село вошло в состав Лорийской области. Образует муниципалитет Арчут, в который включён также посёлок при одноимённой станции.

## Население

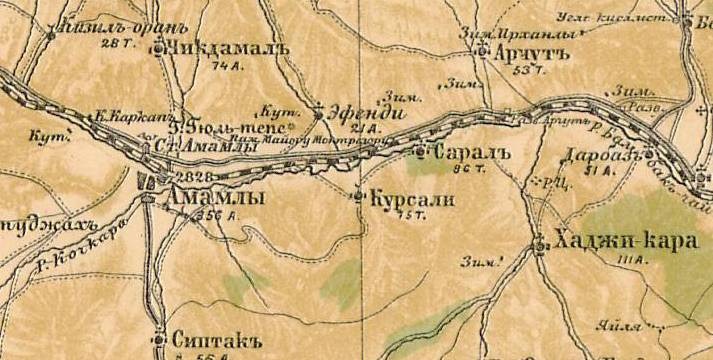
Арчут на военно-топографической карте Кавказского края 1877 года

По данным «Сборника сведений о Кавказе» за 1880 год в селе Арчут Александропольского уезда Эриванской губернии было 40 дворов и проживало 357 азербайджанцев (указаны как «татары»), все были шиитами.
Численность населения села Арчут (вместе с посёлком при станции Арчут) — 1432 человека (2008).
До 1988 года значительную часть жителей села составляли азербайджанцы. Ныне в этническом составе преобладают армяне.
В селе было три азербайджанских кладбища. По состоянию на 2007 год одно из них было в относительно неплохом состоянии, на другом же были построены загоны для скота, а многие надгробия же свалились.
В селе родился Национальный Герой Азербайджана Фархад Гумбатов.

## Инфраструктура
В селе имеются средняя школа, библиотека, медицинский пункт, почтовое отделение, магазины.
Возделывается 170 га пахотных земель, имеются сады, пастбища, луга. Разрабатывается месторождение туфа.

## Транспорт
В 2 км от села находится железнодорожная станция Арчут Южно-Кавказской железной дороги. Рядом проходит автотрасса Ванадзор — Спитак.